# Kasatkia memorabilis
Kasatkia memorabilis és una espècie de peix de la família dels estiquèids i de l'ordre dels perciformes.

## Descripció
- Fa 10 cm de llargària màxima.[7][8]

## Hàbitat i distribució geogràfica
És un peix marí i demersal (entre 6 i 70 m de fondària), el qual viu al Pacífic nord-occidental: la badia de Pere el Gran al mar del Japó i les illes Kurils, incloent-hi l'estret de Tatària.

## Observacions
És inofensiu per als humans.